# São João dos Patos
São João dos Patos è un comune del Brasile nello Stato del Maranhão, parte della mesoregione del Leste Maranhense e della microregione di Chapadas do Alto Itapecuru.

## Storia
Il comune di São João dos Patos è nato nella prima metà del XIX secolo con l'occupazione del territorio da parte di agricoltori francesi, attratti dalla fertilità della terra. L'abitato è sito tra i due laghi, denominati "Lago di San Giovanni" e "Lagoa dos Patos", e da questi prende il nome.

## Geografia fisica
Il comune di São João dos Patos è situato 540 km da São Luís, capitale dello Stato del Maranhão.
Il clima è tropicale continentale, con un'ampia escursione di temperatura. I mesi più freschi vanno da giugno ad agosto, con temperature comprese tra i 16 °C e i 23 °C; da agosto a dicembre la temperatura sale a valori tra i 29 °C e i 32 °C, i più alti nell'arco dell'anno. L'umidità si mantiene in genere sotto al 30%.
La stagione delle piogge va da dicembre a maggio, ed è attesa dai produttori di riso della regione. Negli anni di El Niño è possibile che la stagione inizi in ritardo.

## Economia
L'economia della città è molto varia, l'attività principale è la produzione di attrezzi, di ricami, di bevande e la lavorazione di cereali e frutta. Nel settore agricolo si distingue la produzione di riso, mais, fagioli, abórbora, anguria e di canna da zucchero, l'allevamento semi-intensivo di bovini e caprini.
È sede di un centro commerciale nella regione, punto di riferimento per l'intero hinterland. Poiché la città è una sede di decentramento amministrativo, parte della forza lavoro è impiegata nel settore pubblico.

## Banche
- Banco do Brasil - BB
- Banco Bradesco postale Bank - BDN
- Risparmio - CEF (disabili)
- Banca del Nord-est - (Previsione non impostato)

## Copertura telefonia mobile
- Tim - GPRS
- Hi - EDGE (2G)
- Sì - GPRS - EDGE (2G) e 3G

## Principali vie di accesso
- BR * 135 - aperto
- Strada Trans-Amazzonica - non pavimentata Trecho São João dos Patos-MA-PI di Guadalupa

## Società

### Religione
La religione predominante è cristiana cattolica e S. Giovanni è il protettore della città. Un altro santo popolare è San Francesco, la cui festa cade nel mese di settembre e a cui è dedicato un monumento sulla collina sopra la città. La città ha anche gran numero di cristiani evangelici.

## Sindaci
- Joana Santos da Rocha 1956/1961
- Celso Antonio da Rocha Santos 1961/1966
- Pompilio José Pereira 1966/1971
- Cel. Antonio da Rocha Santos 1971/1973
- Eduardo Coelho Mendes 1973/1977
- Leonidas Pereira da Silva, 1977/1977
- Celso Antonio da Rocha Santos 1977/1984
- Nilson de Sá Noleto 1984/1986
- Eduardo Coelho Mendes 1986/1989
- Nilson de Sá Noleto 1989/1992
- Eduardo Coelho Mendes 1992/1996
- Antonio Celso Santos Sobrinho di R 1996/2004
- José Mário Alves de Souza 2005/2012

## Intrattenimento / Sport
- Club di Sucam
- Sport Club Laguna (Off)
- AABB - Athletic Association Banca del Brasile
- Delta Aza
- Las Vegas Boate
- Boate Diesel Club
- Moto Club Patoense
- Stadio Celsão
- Spa Piqué
- Mandacaru Spa